# اللهیار صیادمنش
اللهیار صیادمنش (زادهٔ ۸ تیر ۱۳۸۰) بازیکن فوتبال اهل ایران است که در پست وینگر و مهاجم برای باشگاه فوتبال وسترلو در لیگ برتر فوتبال بلژیک بازی می‌کند.
وی در اواخر سال ۲۰۱۸ میلادی به انتخاب مجله گاردین جزو ۶۰ استعداد برتر دنیا قرار گرفت.

## رکوردها

### نخستین گلزن دههٔ هشتادی لیگ برتر
صیادمنش با گلزنی در هفتهٔ ششم لیگ برتر در فصل ۹۸–۱۳۹۷ برای استقلال نخستین گلزن دههٔ هشتادی استقلال و لیگ برتر لقب گرفت.

### جوان‌ترین بازیکن تاریخ استقلال
الهیار صیادمنش در ۶ مرداد ۱۳۹۷، با ۱۷ سال و ۱ ماه و ۲ روز سن، در ترکیب ثابت استقلال در بازی مقابل پیکان قرار گرفت و جوان‌ترین بازیکن تاریخ این باشگاه شد. این بازی با نتیجه ۰–۰ پایان یافت.

### زنندهٔ سومین گل زودهنگام استقلال در تاریخ لیگ برتر
صیادمنش موفق شد در بازی معوقهٔ هفتهٔ ششم (فصل ۹۷–۹۸) در برابر نفت مسجدسلیمان نخستین گل لیگ برتری‌اش را در ثانیهٔ شصت و دوم بزند که این گل صیادمنش تبدیل به سومین گل زودهنگام استقلال در تاریخ لیگ برتر شد.

### جوان‌ترین بازیکن تاریخ دربی تهران
مهاجم جوان استقلال با حضور در دربی ۸۹ توانست رکورد جوان‌ترین بازیکن تاریخ دربی‌ها را به خود اختصاص دهد. صیادمنش در این بازی در دقیقهٔ ۶۰ به‌جای روح‌الله باقری به میدان رفت و سی‌دقیقه برای باشگاه فوتبال استقلال بازی کرد. او در حالی حضور در دربی تهران را تجربه کرد که فقط ۱۷ سال و ۲ ماه و ۲۸ روز سن داشت.

### جوان‌ترین گلزن تیم ملی ایران
صیادمنش با گلی که در ۱۶ خرداد ۱۳۹۸ برای ایران در بازی مقابل سوریه زد با ۱۷ سال و ۱۱ ماه و ۷ روز سن عنوان جوان‌ترین گلزن تیم ملی ایران را از آن خود کرد. این رکورد تا پیش از این به سعید عزت‌اللهی با ۱۹ سال و ۴۰ روز سن و با گلی که در برابر ترکمنستان زده بود تعلق داشت.

## عملکرد ملی

### تیم نوجوانان
صیادمنش یکی از ستاره‌های ایران در جام‌جهانی ۲۰۱۷ نوجوانان بود. او به عنوان پدیدهٔ تیم نوجوانان در جام‌جهانی ۵ بازی انجام داد و موفق شد ۳ گل برای این تیم بزند. نمایش فوق‌العاده‌ای داشت و در کنار پاس گل‌هایی که داد، برابر تیم‌های گینه، آلمان و مکزیک نیز توانست گلزنی کند و جزو برترین‌های این مسابقات شود.

### تیم امید

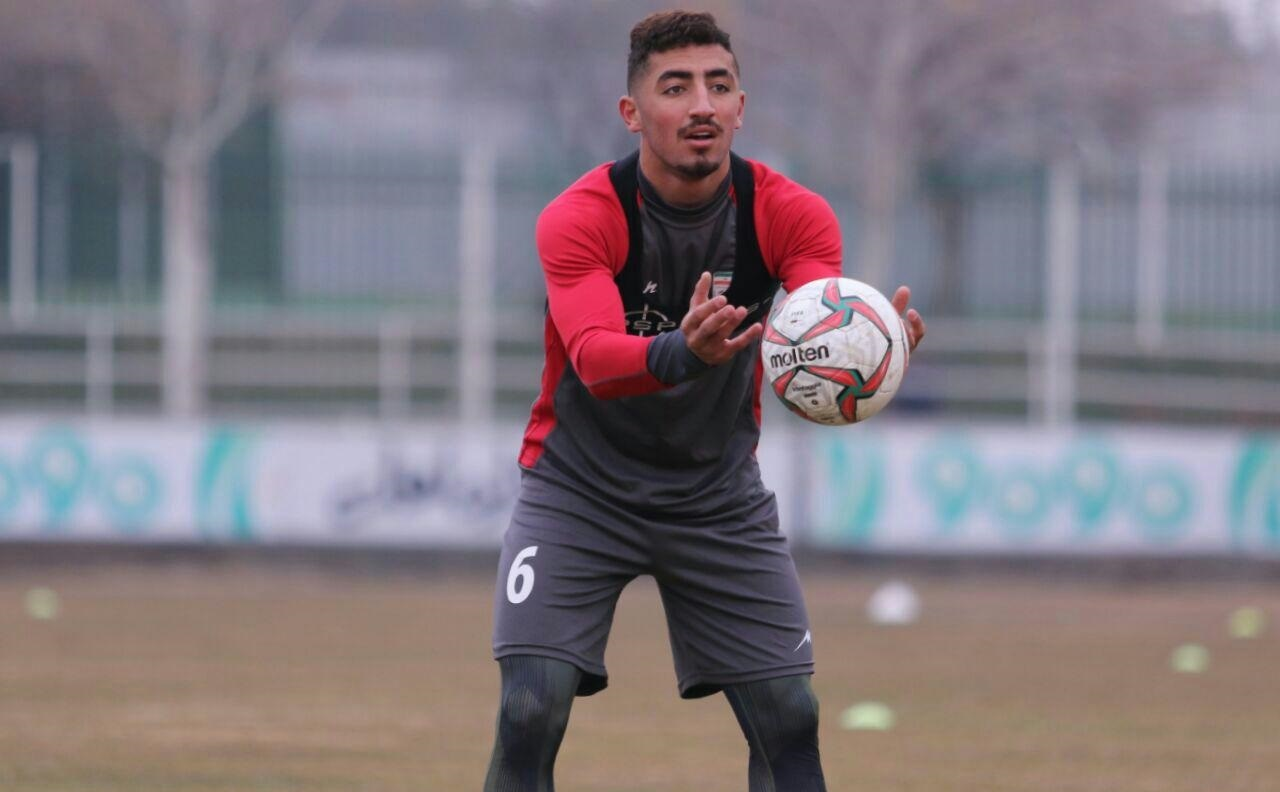
صیادمنش در تمرین تیم ملی امید در دی ۱۳۹۷

صیادمنش برای نخستین بار در ۱۱ مهر ۱۳۹۷ توسط زلاتکو کرانچار به اردوی تمرینی تیم ملی امید ایران دعوت شد؛ وی در تمرینات تیم امید حاضر شد و در مسابقات درون تیمی نیز شرکت کرد. اما نخستین بازی رسمی اللهیار برای تیم ملی امید در ۲۹ آبان و بازی دوستانه مقابل عمان بود که با نتیجه ۲–۱ به نفع ایران به پایان رسید.
پس از آن صیادمنش ۳ بازی دیگر برای تیم ملی امید مقابل تاجیکستان، کویت و قطر در مسابقات ۴ جانبهٔ قطر انجام داد؛ این مسابقات از ۲۵ دی ۱۳۹۷ تا ۱ بهمن در آکادمی اسپایر برگزار شد و در نهایت با قهرمانی ایران به پایان رسید. صیادمنش در این مسابقات و در جریان پیروزی ۵–۰ ایران مقابل کویت نخستین گل خود را برای تیم ملی امید به ثمر رساند، وی همچنین در دیدار پایانی مقابل میزبان مسابقات، قطر، نیز گلزنی کرد.
الهیار در اولین بازی رقابت‌های مقدماتی انتخابی قهرمانی زیر ۲۳ سال آسیا در اولین بازی مقابل هنگ کنگ توانست گل سوم ایران را به ثمر برساند و در دومین بازی خودش در همان تورنومنت توانست گل سوم ایران را به تیم ملی امید افغانستان بزند .

### تیم ملی بزرگسالان

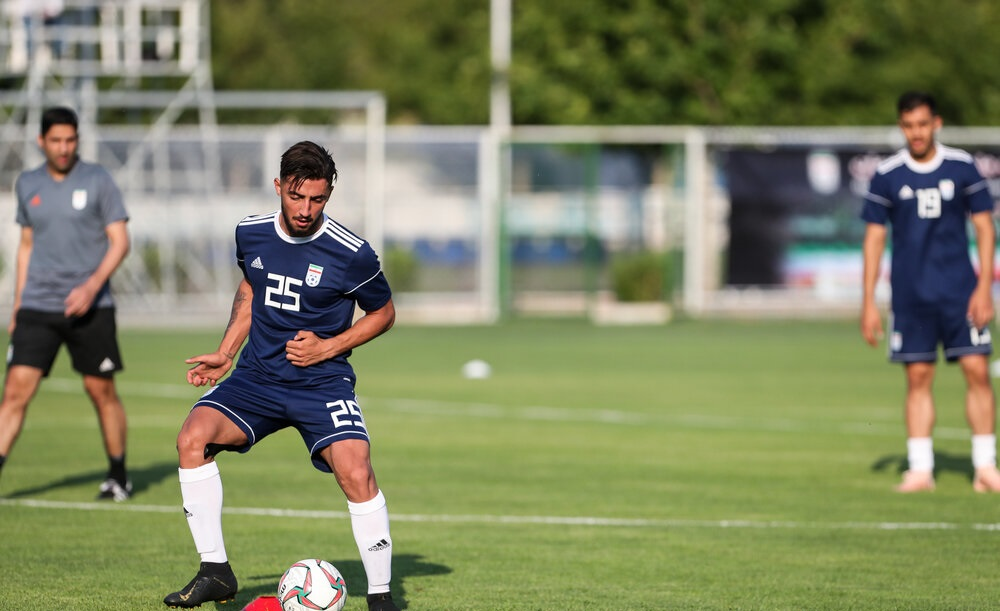
للهیار صیادمنش در نخستین جلسهٔ تمرینی‌اش با تیم ملی فوتبال ایران

پس از انتخاب مارک ویلموتس به عنوان سرمربی تیم ملی ایران وی نخستین لیست نفرات مدنظر خود برای دعوت به تیم ملی را در ۹ خرداد ۱۳۹۸ اعلام کرد تا در دو باز دوستانه مقابل سوریه و کرهٔ جنوبی از آن‌ها استفاده کند که نام صیادمنش هم در این فهرست ۲۵ نفره جا گرفت تا برای نخستین بار به تیم ملی بزرگسالان دعوت شود و به نوعی نخستین سورپرایز ویلموتس لقب بگیرد. او نخستین گل ملی‌اش را در ۱۶ خرداد ۱۳۹۸ در دیداری دوستانه برابر تیم ملی سوریه به ثمر رساند.
گل و نتیجه تیم ملی ایران در ترتیب اول لیست شده.

## آمار ملی

### بازی‌های ملی
تا تاریخ ۲۱ مارس ۲۰۲۴
| ایران | ایران | ایران | ایران  |
| سال   | بازی  | گل    | پاس گل |
| ----- | ----- | ----- | ------ |
| ۲۰۱۹  | ۱     | ۱     | ۰      |
| ۲۰۲۱  | ۳     | ۰     | ۱      |
| ۲۰۲۲  | ۳     | ۰     | ۰      |
| ۲۰۲۴  | ۱     | ۰     | ۰      |
| مجموع | ۸     | ۱     | ۱      |

### گل‌های ملی
| شماره | تاریخ       | میزبان | بازی ملی | حریف  | نتیجه | رقابت   | ورزشگاه |
| ----- | ----------- | ------ | -------- | ----- | ----- | ------- | ------- |
| ۱     | ۶ ژوئن ۲۰۱۹ | تهران  | ۱        | سوریه | ۵–۰   | دوستانه | آزادی   |

## آمار باشگاهی
| باشگاه               | لیگ                  | فصل                  | لیگ  | لیگ | جام  | جام | قاره‌ای | قاره‌ای | مجموع | مجموع |
| باشگاه               | لیگ                  | فصل                  | بازی | گل  | بازی | گل  | بازی   | گل     | بازی  | گل    |
| عملکرد               | عملکرد               | عملکرد               | لیگ  | لیگ | جام  | جام | قاره‌ای | قاره‌ای | مجموع | مجموع |
| -------------------- | -------------------- | -------------------- | ---- | --- | ---- | --- | ------ | ------ | ----- | ----- |
| استقلال              | لیگ برتر             | ۲۰۱۸–۲۰۱۹            | ۱۵   | ۲   | ۲    | ۰   | ۱      | ۰      | ۱۸    | ۲     |
| مجموع استقلال        | مجموع استقلال        | مجموع استقلال        | ۱۵   | ۲   | ۲    | ۰   | ۱      | ۰      | ۱۸    | ۲     |
| استانبول اسپور       | سوپرلیگ              | ۲۰۱۹–۲۰۲۰            | ۷    | ۰   | ۴    | ۱   | ۰      | ۰      | ۱۱    | ۱     |
| مجموع استانبول اسپور | مجموع استانبول اسپور | مجموع استانبول اسپور | ۷    | ۰   | ۴    | ۱   | ۰      | ۰      | ۱۱    | ۱     |
| فنرباغچه             | سوپر لیگ             | ۲۰۱۹–۲۰۲۰            | ۲    | ۰   | ۱    | ۰   | ۰      | ۰      | ۳     | ۰     |
| مجموع فنرباغچه       | مجموع فنرباغچه       | مجموع فنرباغچه       | ۲    | ۰   | ۱    | ۰   | ۰      | ۰      | ۳     | ۰     |
| زوریا لوهانسک        | لیگ اوکراین          | ۲۰۲۰–۲۰۲۱            | ۱۹   | ۵   | ۳    | ۰   | ۴      | ۱      | ۲۶    | ۶     |
| زوریا لوهانسک        | لیگ اوکراین          | ۲۰۲۱–۲۰۲۲            | ۱۶   | ۷   | ۰    | ۰   | ۸      | ۲      | ۲۴    | ۹     |
| مجموع زوریا لوهانسک  | مجموع زوریا لوهانسک  | مجموع زوریا لوهانسک  | ۳۵   | ۱۲  | ۳    | ۰   | ۱۲     | ۳      | ۵۰    | ۱۵    |
| هال سیتی             | چمپیونشیپ            | ۲۰۲۱–۲۰۲۲            | ۱۲   | ۱   | ۰    | ۰   | ۰      | ۰      | ۱۲    | ۱     |
| هال سیتی             | چمپیونشیپ            | ۲۰۲۲–۲۰۲۳            | ۱۹   | ۲   | ۰    | ۰   | ۰      | ۰      | ۱۹    | ۲     |
| هال سیتی             | چمپیونشیپ            | ۲۰۲۳–۲۰۲۴            | ۶    | ۰   | ۲    | ۰   | ۰      | ۰      | ۸     | ۰     |
| مجموع هال سیتی       | مجموع هال سیتی       | مجموع هال سیتی       | ۳۷   | ۳   | ۲    | ۰   | ۰      | ۰      | ۳۹    | ۳     |
| وسترلو               | لیگ بلژیک            | ۲۰۲۳–۲۰۲۴            | ۷    | ۰   | ۰    | ۰   | ۹      | ۰      | ۱۶    | ۰     |
| وسترلو               | لیگ بلژیک            | ۲۰۲۴–۲۰۲۵            | ۲۶   | ۶   | ۲    | ۰   | ۹      | ۱      | ۳۷    | ۷     |
| مجموع وسترلو         | مجموع وسترلو         | مجموع وسترلو         | ۳۳   | ۶   | ۲    | ۰   | ۱۸     | ۱      | ۵۳    | ۷     |
| مجموع آمار           | مجموع آمار           | مجموع آمار           | ۱۲۹  | ۲۳  | ۱۴   | ۱   | ۳۱     | ۴      | ۱۷۴   | ۲۸    |

## عملکرد باشگاهی

### سال‌های ابتدایی
صیادمنش در سال ۱۳۸۰ در شهر آمل، استان مازندران به دنیا آمد. پدرش، سعید صیادمنش مدیر و مالک یک باشگاه کشتی در این شهر بود و وی از همان دوران کودکی با حضور در آن باشگاه با ورزش آشنا شد اما به مرور زمان اللهیار به فوتبال علاقه نشان داد و برخلاف میل پدرش فوتبال را به کشتی ترجیح داد.
اللهیار فوتبال را در زادگاه خودش و از آکادمی فوتبال «آرش آمل» آغاز کرد و توانست همراه با این تیم نایب قهرمان و آقای گل مسابقات زیر ۱۰ سال کشور شود. پس از آن او به ساری رفت و به عضویت باشگاه «پدیده ساری» درآمد و در مسابقات قهرمانی لیگ برتر کشور در رده نونهالان و نوجوانان بازی کرد ، درخشش وی در این تیم نیز ادامه داشت و موجب شد عباس چمنیان وی را به تیم ملی نوجوانان ایران دعوت کند؛ در نهایت وی مورد توجه باشگاه سایپا قرار گرفت و به آکادمی این تیم پیوست و او سابقه بازی در پرسپولیس قائمشهر و دوران کوتاهی در پگاه آمل را داشت.

### سایپا
حضور صیادمنش در لباس سایپا چندان درخشان نبود؛ علی‌رغم اینکه وی کماکان به تیم ملی نوجوانان دعوت می‌شد اما در باشگاه سایپا مورد توجه قرار نمی‌گرفت و حتی اجازه تمرین وی با تیم اصلی داده نمی‌شد. اما اللهیار توانست با درخشش در جام جهانی فوتبال زیر ۱۷ سال ۲۰۱۷ همراه با تیم ملی نوجوانان برای خود نامی دست و پا کند. وی پس از جام جهانی مورد توجه چند باشگاه خارجی ازجمله گالاتاسرای و باشاک‌شهر ترکیه قرار گرفت و حتی با گالاتاسرای به توافق نیز رسید که به خاطر قوانین داخلی فوتبال ترکیه منتفی شد.
اللهیار که مورد توجه باشگاه‌های مطرح ایرانی از جمله پرسپولیس و استقلال تهران نیز قرار گرفته بود نهایتاً پس از کش‌وقوس‌های فراوان در ۲۲ خرداد ۱۳۹۷ با عقد قراردادی ۵ ساله رسماً به استقلال تهران پیوست. وی در تمام طول دوران حضور خود در سایپا حتی یک بار نیز در بازی رسمی برای این تیم به میدان نرفت.

### استقلال

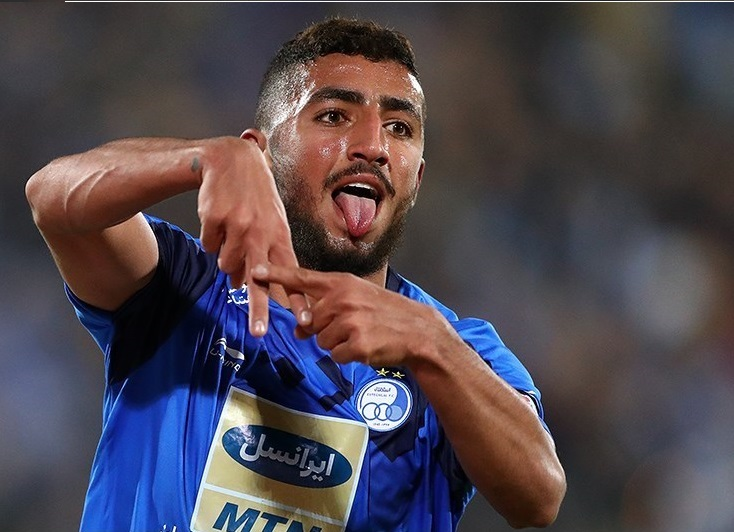
شادی پس از گل الهیار صیادمنش پس از گلزنی مقابل صنعت نفت آبادان

الهیار صیادمنش که در اوایل خرداد ۱۳۹۷ با استقلال برای عقد قرارداد به توافق رسیده بود، بالاخره بعد از حرف و حدیث‌های فراوان قراردادش را با این باشگاه امضا کرد.
اولین بازی صیادمنش با پیراهن استقلال مقابل تیم پیکان تهران در هفته اول لیگ برتر صورت گرفت که در این بازی یک گل هم زد ولی مردود اعلام شد.
صیادمنش در بازی معوقه هفته ششم استقلال در برابر تیم نفت مسجدسلیمان موفق شد اولین گل لیگ برتریش را به ثمر برساند.
این گل در ثانیه ۶۲ بازی به ثمر رساند و سومین گل زود هنگام استقلال در تاریخ لیگ برتر لقب گرفت، وی در آن بازی یک پاس گل هم ارسال کرد که مهدی قائدی آن را به گل تبدیل کرد.
لیگ قهرمانان آسیا ۲۰۱۸
صیادمنش اولین بازی خود را در آسیا در بازی برگشت استقلال مقابل السد در قطر انجام داد که آن بازی ۲–۲ تمام شد.

### فنرباغچه
صیادمنش در خرداد سال ۱۳۹۸ از استقلال جدا شد و به فنرباغچه پیوست.

### استانبول اسپور
صیادمنش در ۱۱ شهریور ۱۳۹۸ به صورت قرضی به استانبول اسپور در دسته اول ترکیه پیوست

### زوریا لوهانسک
صیادمنش در سال ۲۰۲۰ با قراداد قرضی به باشگاه زوریا لوهانسک در لیگ اوکراین پیوست.

### هال سیتی
وی در سال ۲۰۲۲ پس از درخشش در زوریا به باشگاه هال سیتی انگلستان پیوست.
وی در ۲۶ فروردین ۱۴۰۰ موفق شد اولین گل خود برای هال سیتی را مقابل کاردیف به ثمر برساند.

## افتخارات
- مدال نقره مسابقات فوتبال زیر ۱۶ سال آسیا ۲۰۱۶ به همراه تیم ملی فوتبال نوجوانان ایران